# Koloniale ridderorden van Groot-Brittannië
Net als Frankrijk, Spanje, Portugal en later Italië bezat het Verenigd Koninkrijk "Koloniale Ridderorden" om haar onderdanen en bestuursambtenaren in het uitgestrekte rijk (in 1919 een derde van de wereldbevolking op alle zeven continenten) te kunnen decoreren. De Dominions gebruikten de Britse ridderorden zoals de Orde van het Britse Rijk maar in het in 1878 gestichte Keizerrijk Indië werden Brits-Indische koloniale orden gebruikt.
De eerste van de Koloniale Orden was de Orde van Sint-Michaël en Sint-George die in 1818 ten behoeve van het Britse bestuur op Malta en de Ionische Eilanden werd gesticht. Later kreeg deze Orde een plaats in het Britse systeem van onderscheidingen en werd het een onderscheiding voor diplomaten en hoge bestuursambtenaren in dominions.
De Britse koloniale ridderorden:
- De Keizerlijke Orde van de Kroon van Indië 1877 (The Imperial Order of the Crown of India)
- De Zeer Verheven Orde van de Ster van Indië 1861 (Most Exalted Order of the Star of India)
- De Zeer Aanzienlijke Orde van het Indische Keizerrijk 1878 (The Most Eminent Order of the Indian Empire)
- De Keizerlijke Orde van Verdiensten (Imperial Service Order) 1902
- De Orde van Brits Indië Order of British India
- De Indische Orde van Verdienste  (Indian Order of Merit )
- De Orde van Birma (Order of Burma)

Na de onafhankelijkheid van het Zuidelijke deel van Ierland in 1948 zijn er in het Verenigd Koninkrijk geen nieuwe Ridderorden meer ingesteld. De oude Orden werden, ook wanneer zoals bij de Orde van de Ster van Indië en de Orde van Sint Patrick het geval is alle leden zijn gestorven, ook niet afgeschaft maar de orden leiden een "slapend" bestaan.In 2007 hadden zowel de Orde van het Indische Keizerrijk als de Orde van de Kroon van Indië nog enige leden. In 2010 waren de Indische leden allen gestorven.